# Lev Stepanovič Dëmin
Lev Stepanovič Dëmin (Mosca, 11 gennaio 1926 – Zviozdni Godorok, 18 dicembre 1998) è stato un cosmonauta sovietico. Ingegnere e colonnello dell'Aeronautica Militare Sovietica, effettuò il suo unico volo spaziale nel 1974 sulla Sojuz 15.
Lasciato il programma spaziale nel 1982, si dedicò a ricerche sottomarine. Morì nel 1998, all'età di 72 anni per un cancro.

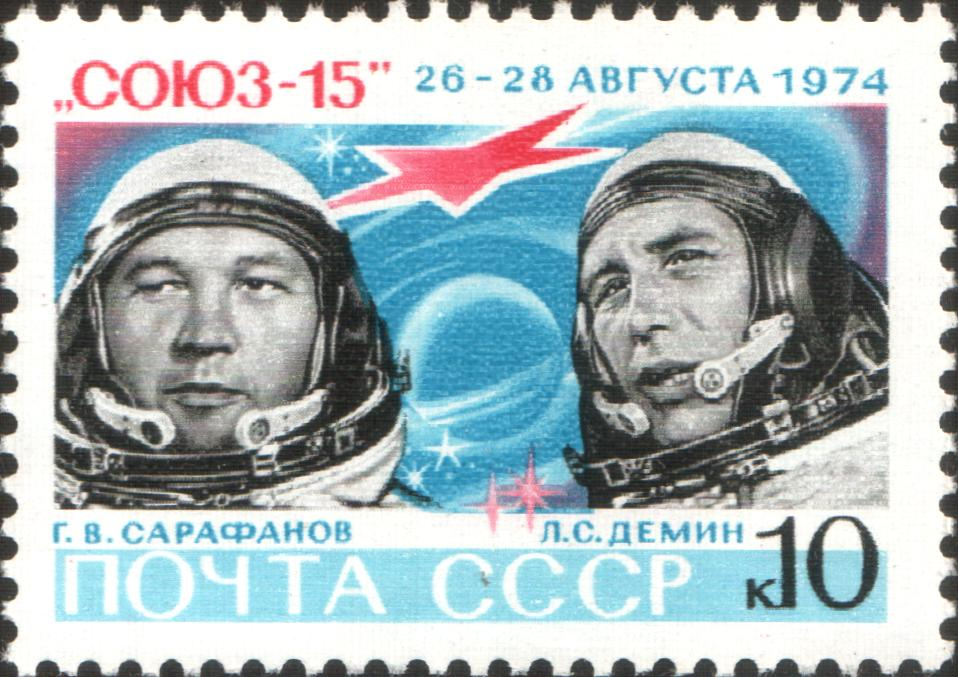
Francobollo commemorativo della missione Soyuz-15